# R色彩

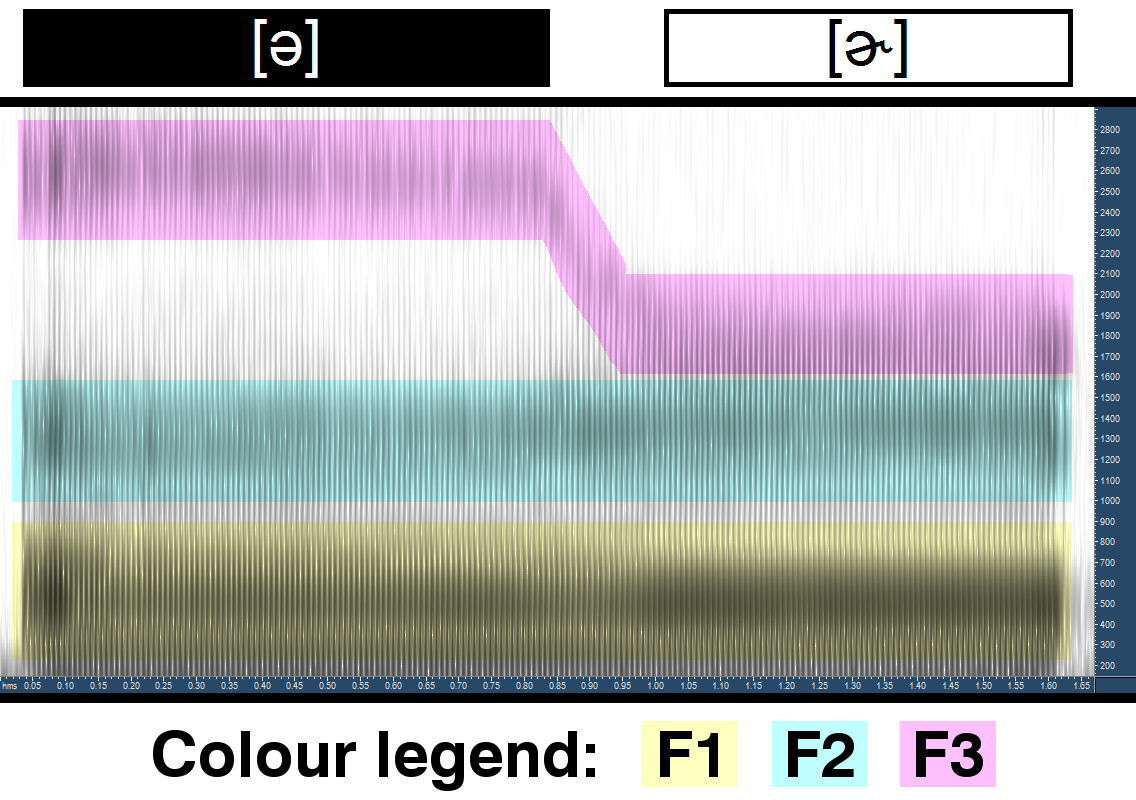
一般和R音化的弱央元音之頻譜。R音化的弱央元音第三共振峰頻率比一般為低。

r色彩元音，又称日化元音，有一部分元音的日化有卷舌的特征，稱捲舌元音（英語：retroflex vowel）。元音變成日化元音的現象則稱作日化現象。頻譜上，日化元音的顯著特點是第三共振峰頻率下降，和r音中的主要成員一致。發這類元音時，舌根后縮，舌尖或舌葉上翹（捲舌或翹舌），或者舌尖向下，而舌頭後部繃緊，因此往往會有一定程度的咽化。
日化元音極爲罕見，僅有不超過世界語言总数百分之一的語言具有日化元音。但是這種音在北美英语和现代标准汉语這兩種世界上為廣泛使用的語言中存在。

## 記音
在國際音標中，元音的日化通過添加附加符號「◌˞」表示，例如中央元音[ə]的日化變體是[ɚ]。此外，還有使用上標的齒齦近音[ɹ]或捲舌近音[ɻ]表示，例如[iʴ]或[iɻ]。

## 各語言之r色彩元音

### 漢語官話
現代標準漢語繼承了北京話表現為日化元音的兒化音現象，但在北方以外的地區並不全被廣泛使用。
可以通过下列方式细分北京話中的儿化现象：
- 音变儿化（单纯由语音条件促发, 不涉及语义和句法变化的儿化）
  - 里→儿：（是否确实由“里”演变而来有争议），例如这儿、那儿、哪儿；
  - 日→儿：（是否确实由“日”演变而来有争议），例如今儿、明儿、昨儿、前儿、后儿、几儿；
  - 卷舌音声母音節在某些条件下儿化：例如顺治门→顺儿门、盘缠钱→盘儿钱、图书馆→图儿馆，羊肉胡同→羊儿胡同。
- 小称儿化（不是单纯由语音条件促发的, 语音的变化是语义和句法变化的外化手段的儿化）

早期形式中, 小称儿化名词内部结构关系是偏正式, “儿”是核心构词成分，而后意义逐渐虚化。小称儿化在现代多数情况下只是一个名词标记，但也有几个动词带有儿尾。

### 印歐語系
日化元音在印歐語言中甚為罕見。荷蘭語標準音及某些方言的R音化讀音是少數印歐語系語言中出現日化元音的例子之一。
在英語中，只有一些如通用美式英語的R音化口音擁有日化元音。
歌唱中的r色彩元音
很多歌手唱英語歌時，都會忽略詞尾的r色彩元音。例外的有很多愛爾蘭歌手和席琳·狄翁（魁北克法語的母語使用者；其英語發音可能是矯枉過正的例子。）

#### 通用美國英語
通用美國英語的R色彩元音以元音加字母R寫成二合字母，任何元音都可使用：
重音元音 /ɝ/：assert、mirth、work、turkey、myrtle
弱化元音 /ɚ/：apparatus、dinner、lincolnshire、editor, measure
也有R色彩元音寫在字母R後面，例如iron。

### 巴達加語
1930年代時，德拉維達語系的巴達加語中，其五個元音有兩種R音化發音，但現時很少使用者區分這些發音，而且只有一或兩個元音發生R音化，例如：不R音化[be]（嘴巴）、輕微R音化（半捲舌）[be˞]（鐲）和完全R音化（全捲舌）[be˞˞]（莊稼）。

## 參閱
- 連音R（英语：Linking and intrusive R）